# Midwood Books
Pour les articles homonymes, voir Midwood.
Midwood Books était une maison d'édition américaine active de 1957 à 1962. Leur stratégie était axée sur le marché masculin, concurrençant d'autres maisons telles que Beacon Books. Leurs couvertures représentaient des œuvres des illustrateurs les plus connus, parmi lesquels le prolifique Paul Rader.
Les premiers romans étaient des nouvelles écrites par des auteurs bien connus, écrivant sous leur nom de plume. Parmi ceux-ci figurent Lawrence Block, Donald Westlake, Robert Silverberg et Richard Geis.
En 1964, Midwood fusionna avec Tower Books de la World Publishing Company pour former la branche Midwood Tower et la branche Tower Comics.

## Historique
Harry Shorten, écrivain et scénariste de comics, travaillait dans le quartier de Midwood à Brooklyn (New York). Il fit fortune avec son partenaire Al Fagaly en créant un comic strip appelé There oughta be a law. Shorten était le scénariste et Fagaly le dessinateur.
À la recherche d'un investissement pour les résultats financiers obtenus par ses bandes dessinées, Shorten décida de devenir éditeur de livres de poche. Il voulait s'inspirer des Beacon Books de la maison d'édition Universal Distributing, spécialisés dans l'édition de livres bon marché, faciles à emporter et racontant des romances dramatiques ou érotiques, avec des couvertures artistiques suggestives et destinés à un public masculin. Ainsi il créa en 1957 la maison d'édition Midwood Books du nom de son quartier à Brooklyn. À cette époque, l'adresse de la maison d'édition était 505, 8th Avenue à Manhattan. Son premier lot d'éditions fut tout naturellement les livres de poche There oughta be a law ainsi qu'une série non numérotée de livres du même style que Beacon. Avec la sortie du numéro 7 en 1958, commença l'apparition des auteurs et artistes reconnus plus tard comme appartenant à la maison d'édition. Midwood 7 était écrit par Loren Beaucham (alias Robert Silverberg) et la couverture fut réalisée par Rudy Nappi. Midwood 8 était écrit par Sheldon Lord et la couverture était de Paul Rader. Rapidement Harry Shorten eut ses manuscrits de l'agence Scott Meredith Literary Agency de Scott Meredith (en), qui fournissait également des manuscrits à Nightstands. Il eut ses illustrations de couverture via la Balcourt Art Service, la même agence qui fournissait des couvertures pour Beacon.
Bien que personne chez Midwood ne le savait à ce moment, plusieurs écrivains fournissaient des livres pour Midwood et pour Nightstand, mais sous des noms de plume différents. Par exemple, Loren Beauchamp (Robert Silverberg) deviendra Don Elliott un an plus tard chez Nightstand, Sheldon Lord (Lawrence Block) devient ainsi Andrew Shaw. Certains écrivains, tels Alan Marshall, Clyde Allison et Al James, écrivaient sous le même nom pour les deux éditeurs.
Seules cinq personnes ont écrit la plupart des 40 premiers numéros de Midwood. Ce groupe de cinq auteurs ont permis de stabiliser Midwood jusqu'à ce que Shorten soit en mesure d'avoir des écrivains stables et récurrents tels que March Hastings, Dallas Mayo, Kimberly Kemp, Joan Ellis, Jason Hytes et Sloane Britain.
En tant qu'éditeur, Harry Shorten n'avait pas la connaissance requise de la littérature ou des bons livres. Il était en quelque sorte l'opposé d'autres éditeurs de New York, tel Bennet Cerf de Random House. Mais Shorten savait ce que voulait le lecteur américain moyen. Ses livres étaient lumineux, colorés, tape-à-l'œil et par-dessus tout accrocheurs. C'est la raison pour laquelle des artistes tels que Nappi, Rader et Robert Maguire étaient importants au succès de Shorten.
Les couvertures vendaient les livres : les romans de Midwood n'étaient pas de la grande littérature, mais étaient généralement très divertissants. De nombreuses pages renfermaient des scènes de sexe, qualifiées de pornographiques, pleines d'insinuations et de références voilées. Bien que les romances et les mélodrames étaient du domaine de femmes, le public cible de Midwood et de Beacon était les hommes. C'était dû à leurs couvertures.
Il est à souligner que les romans dont les titres à connotation lesbienne étaient évidemment lus par des lectrices ; alors que les auteurs  étaient fréquemment des hommes utilisant un nom de plume féminin, tels que Barbara Brooks, Jill Emerson et Kimberly Kemp ; les éditeurs étaient des hommes et le public cible également des hommes.

## Catalogue
- #4 - There Oughta Be A Law par Al Fagaly & Harry Shorten
- #7 - Love Nest par Loren Beauchamp (Robert Silverberg)
- #8 - Carla par Sheldon Lord (Lawrence Block)
- #9 - A Strange Kind Of Love par Sheldon Lord (Lawrence Block)
- #10 - Affair With Lucy par Orrie Hitt
- #11 - Immoral Wife par Gordon Mitchell
- #12 - Girl Of The Streets par Orrie Hitt
- #13 - Hired Lover par Fred Martin
- #14 - Born To Be Bad par Sheldon Lord (Lawrence Block)
- #15 - All My Lovers par Alan Marshall (Donald E. Westlake)
- #16 - Summer Romance par Orrie Hitt
- #17 - Backstage Love par Alan Marshall (Donald E. Westlake)
- #18 - Connie par Loren Beauchamp (Robert Silverberg)
- #19 - Only The Bed par Don Holliday
- #20 - Man Hungry par Alan Marshall (Donald E. Westlake)
- #21 - Unwilling Sinner par Loren Beauchamp (Robert Silverberg)
- #22 - Sally par Alan Marshall (Donald E. Westlake)
- #23 - As Bad As They Come par Orrie Hitt
- #24 - 69 Barrow Street par Sheldon Lord (Lawrence Block)
- #25 - Sin School par Don Holliday
- #26 - Just Ask For Margaret par WB Tasker
- #27 - Of Shame And Joy par Sheldon Lord (Lawrence Block)
- #28 - All The Girls Were Willing par Alan Marshall (Donald E. Westlake)
- #29 - Another Night, Another Love par Loren Beauchamp (Robert Silverberg)
- #30 - Meg par Loren Beauchamp (Robert Silverberg)
- #32 - Woman Hater par Dave Carson
- #33 - A Woman Must Love par Sheldon Lord (Lawrence Block)
- #34 - The Cheaters par Orrie Hitt
- #35 - Kept par Sheldon Lord (Lawrence Block)
- #36 - Virgin's Summer par Alan Marshall
- #37 - Anybody's Girl par March Hastings
- #38 - A Doctor And His Mistress par Orrie Hitt
- #39 - The Sins Of Martha Leslie par Don Holliday
- #40 - Candy par Sheldon Lord (Lawrence Block)
- #41 - A Girl Called Honey par Sheldon Lord & Alan Marshall
- #42 - Stag Model par James Harvey
- #43 - Chita par Max Gareth
- #44 - Strange Breed par Aldo Lucchesi
- #45 - Two Of A Kind par Orrie Hitt
- #46 - Glad To Be Bad par Adam Roberts
- #47 - Unnatural par Sloan Britton
- #48 - So Willing par Alan Marshall (Donald E. Westlake) & Sheldon Lord (Lawrence Block)
- #49 - Farm Girl par George Cassidy
- #50 - Ladies' Masseur par James Harvey
- #51 - All About Annette par Alan Marshall (Donald E. Westlake)
- #52 - Meet Marilyn par Sloane Britain
- #53 - The Unashamed par March Hastings
- #54 - Lana par Joan Ellis
- #55 - 21 Gay Street par Sheldon Lord (Lawrence Block)
- #56 - The Blonde par Peggy Swenson (Richard E. Geis)
- #57 - Insatiable par Sloane Britain
- #58 - Sabrina And The Senator par Nick Vendor
- #59 - A Twilight Affair par James Harvey
- #60 - All The Way par Mike Avallone
- #61 - Flame par Joan Ellis
- #62 - Sally par Alan Marshall
- #64 - Million Dollar Mistress par Clyde Allison
- #65 - Nurse Carolyn par Loren Beauchamp (Robert Silverberg)
- #66 - Sin School par Don Holliday
- #67 - A Touch Of Depravity par Paul V. Russo
- #68 - There Oughta Be A Law! par Al Fagaly & Harry Shorten
- #69 - Liza's Apartment par Joan Ellis
- #70 - Sin On Wheels par Loren Beauchamp (Robert Silverberg)
- #71 - A Woman par Bruce Elliott
- #72 - The Path Between par Jay Warren
- #73 - The Sex Peddlers par Clyde Allison
- #74 - Connie par Loren Beauchamp (Robert Silverberg)
- #75 - Common-Law Wife par Karl Kramer
- #76 - Pleasure Girl par Joan Ellis
- #78 - Restless Virgin par Paul V. Russo
- #79 - Your Sins And Mine par George Parksmith
- #80 - The Jealous And The Free par March Hastings
- #81 - School For Sex par Arnold English
- #83 - One Flesh par Paul V. Russo
- #84 - Lament For A Virgin par Art Serra
- #85 - Silky par Dallas Mayo
- #86 - The Fires Within par Loren Beauchamp (Robert Silverberg)
- #87 - Drive-In Girl par R.C. Gold
- #89 - Middle Of Time par James Wyckoff
- #92 - The Weekend par Thomas Cox
- #93 - A Moment's Pleasure par Clyde Merrick
- #94 - This Yielding Flesh par Paul V. Russo
- #98 - Kitten par Dallas Mayo
- #99 - Redhead par Joan Ellis
- #100 - A Need For Love par Dallas Mayo
- #104 - Judge Not My Sins par Stuart James
- #105 - All My Pretty Ones par Roger Hall
- #106 - Child Bride par Al James
- #108 - Without Shame par Paul V. Russo
- #112 - A Girl Like That par John Plunkett
- #114 - Corrupt Woman par Paul V. Russo
- #115 - Married Mistress par Orrie Hitt
- #116 - So Wild par Mike Skinner
- #117 - For Value Received par Will Laurence
- #118 - This Girl par Jason Hytes
- #120 - Women In Prison par Mike Availone
- #122 - House Of Sin par Dallas Mayo
- #124 - Motel Hostess par Rick Richards
- #125 - The Lowest Sins par Joe Castro
- #126 - Pound Of Flesh par Jason Hytes
- #131 - Carla par Sheldon Lord (Lawrence Block)
- #133 - The Halfbreed par Al James
- #136 - The Snows Of Summer par Alice Brennan
- #137 - Henry's Wife par Gordon Mitchell
- #143 - Con Girl par Anonymous
- #147 - Man Hungry par Alan Marshall
- #148 - Sin A La Carte par Loren Beauchamp (Robert Silverberg)
- #149 - Apprentice Virgin par Alan Marshall (Lawrence Block)
- #150 - Mail Order Sex par Orrie Hitt
- #151 - Jill Harvey par Paul V. Russo
- #152 - Office Tramp par Sidney Porcelain
- #157 - The Strange Compulsion Of Laura M. par Joan Ellis
- #161 - Girls In Trouble par Linda Michaels
- #165 - Puta par Sheldon Lord (Lawrence Block)
- #166 - What Girls Will Do par Allan Marshall
- #167 - Sex Before Six par Jason Hytes
- #171 - The Undoing Of Jenny par Mike Skinner
- #182 - Campus Jungle par Joan Ellis
- #32396 - Talk Of The Town par Joan Ellis
- #32398 - Encore par Laura Duchamp
- #32399 - Good Time Girl par Alix York
- #33703 - The Girl Downstairs par Rock Anthony
- #33717 - A Taste of Longing par Mal Chance
- #33766 - Fever par Jim Conroy
- #33769 - Professional Favors par Jackson Harmon
- #33786 - Night School par Jeremy August
- #33787 - Secrets of Success par Lucas J. Cassel
- #34119 - The Boss's Couch par Jim Conroy
- #34258 - Soft and Easy par Dallas Mayo
- #34395 - The Dangerous Age/Bad By Choice par Joan Ellis & Jason Hytes
- #34462 - Forbidden Interlude / Just You, Just Me par Toni Stevens / Barbara Brooks
- #34504 - Bedtime Story / The Softest Sin par Laura Duchamp / Ludwell Hughes
- #34505 - The Voluptuary / One For All par Connie Nelson / Merry Woods
- #34532 - Coming Of Age / Handle With Care par Gerald Kramer / Barbara Brooks
- #34546 - Wandering Wives / Suburban Affair par Simon Lansing / Connie Nelson
- #34548 - The Swinger / Not So Nice par Barbara Brooks / Clement Haney
- #34562 - Not So Innocent / Sugar and Spice par William Moore / Joan Ellis
- #34577 - Only After Dark / Accent On Passion par Peter Conrad / William Moore
- #34581 - Angel Face / House Pet par Barbara Brooks / John Balmer
- #34595 - Party, Party / Dutch Treat par CP West / Jeffrey Williams
- #34596 - Wanton Widow / Two Times Two par Connie Nelson / Barbara Brooks
- #34597 - Pretty Playmate / Every So Often par Will Newbury / Gus Stevens
- #34611 - Lost and Found / The Go-Go Girls par Cynthia Sydney / Leslie Roote
- #34634 - All About A Tease / Babe in the Woods par Terry Shaffer / JC Comstock
- #34694 - Brandy Jones par John B. Thompson
- #34696 - The Other Woman / The Quiet Type par Grant Corgan / Mike Henry
- #34698 - Pleasant Company par Kimberly Kemp
- #34723 - Wives Play Too / New Woman Around par Dirk Malloy / Lucas J. Cassel
- #34738 - A Passion For Wealth / Too Rich To Care par Bruce Elliot / Laura Duchamp
- #34757 - A Weakness For Men / Dark Rooms, Dark Nights par Laura Duchamp / Donna May
- #34770 - Swinging Secretary / Office Party par Mike Henry / Connie Nelson
- #34810 - Perfumed and Powered par Joe Weiss
- #34811 - Keep Me / Corrupt par Dana Pitman / Tammy James
- #34830 - Never Enough par Jason Hytes
- #34872 - Any Way You Want It / Room At The Bottom par Laura Duchamp / Edward Moore
- #34904 - Daisy Chain / Wild For Kicks par Greg Hamilton / Terry Cash
- #34917 - Perfume and Pain par Kimberly Kemp
- #34929 - The Sex Zone par Sloan Brittain
- #34940 - Her First Time par Joan Ellis
- #34951 - Sex Club par John Borden
- #34956 - Fraternity Pet par Edward McCallin
- #34975 - Miss Round Heels par Gerald Kramer
- #34976 - Odd Girl On Campus par Joan Ellis
- #34979 - Pretty Puppet par Dallas Mayo
- #34995 - Three par Dallas Mayo
- #35146 - I Want A Man / I Can't Wait par John Balmer / Leon Sorell
- #35229 - The Sweetest Vice / Gently My Love par Greg Hamilton / Greg Hamilton
- #35922 - Teen Swinger / Girls Camp par Terry Cash / Edward McCallin
- #37153 - Two Of A Kind / Virgin Wanted / Invitation To Rape par Kimberly Kemp / Max Nortic / Joan Ellis
- #60440 - I Am Curious (Bold) par Montgomery Popoff
- #60488 - The Act of Acts par Wade Graham
- #60493 - While the Cat's Away par Jack Walker
- #60551 - Open House par Guy Martin
- #60553 - Delicious Tramp par Kirby Fuentes
- #60563 - Runaway par Ted Kittering
- #60569 - Locker-Room Lovers par Vito Della Strada
- #60770 - Once Upon A Bed par Stan Shafer
- #60771 - Erica's Magic Touch par Jason Hytes
- #60922 - Superstar Sex par Don Starr
- #60995 - Pleasure's Their Business par March Hastings
- #61045 - Night Game Girls par Ted Kittering
- #61054 - Teenage Lust par Jay Wood
- #61067 - The Mexican Way par Jay Wood
- #61075 - Everybody's Darling par James Bennett
- #61145 - Strange Trio par Michael Doren
- #61161 - Love Feast par Michael Doren
- #61163 - Bustin' Out par Lee Server
- #61169 - French Ways par Bud Drake
- #61171 - Mouth To Mouth par Jason Hytes
- #61172 - Kinky Tramp par Chris Harrison
- #61202 - The Leather Game par Dora Carl
- #61210 - Lusty Lady par Michael Doren
- #61212 - Teacher of Desire par Peter Caine
- #61219 - Everybody's Girl par Joseph Arrowsmith
- #61220 - Sorority Sinners par Simeon Morris
- #61223 - Virgin Territory par Seymour Harris
- #61282 - Girl Cop par Kirby Fuentes
- #61315 - Sex Tool par Chris Harrison
- #61316 - Prisoner of Pleasure par Brenda Piersall
- #61317 - Paula's Passion par Ralph Burgess
- #61341 - Twisted Love par Jackson Crain
- #61369 - Prisoner of Lust / Sex Library par Michael Scott / Michael Scott
- #61370 - Wild Teens / Hot Hands par Jack Marsh / Jack Marsh
- #61376 - Learning From Lovers par Max Nortic
- #61377 - Silken Idol par Robert Moore
- #61408 - Swinging Co-ed par Jack O. Stange
- #61456 - Turned On Nympho par Joseph Arrowsmith
- #61509 - Massage Parlor par Del Marks
- #61531 - Sinful Wives par Doris Holliday
- #61542 - Sex: Southern Style par Roy Battle
- #61575 - Pale Throat par Carlton Lake
- #61579 - Erotic Festival par Robert Wahl
- #61695 - Over-Exposed par Jason Hytes
- #61711 - Vixens par Jason Hytes
- #61743 - Housewife Call Girl par Jack O Stange
- #61744 - Lessons in Lesbian Love par Dallas Mayo
- #61817 - Carnival of Lust par Marlin Cruse
- #61820 - The Willing Captive par Antony Dunne
- #195115 - Love Lips par Emerald Evans
- #195118 - Shove It par Jud Marsh
- #195124 - Summer-Camp Slut par Beth Harris
- #195129 - Hot and Raw par Jud Marsh
- #195130 - Sticky Pants par Arnold Pennington
- #195133 - Hungry Women par James Oxford
- #195137 - Just A Slut par Gerald Kramer
- D231 - The Wild Week/Imitation Lovers par Jason Hytes & March Hastings
- F63 - The Unfortunate Flesh par Randy Salem
- F77 - Bucks Country Report par Stuart James
- F88 - Stag Starlet par Paul V. Russo
- F90 - Stepdown To Darkness par David Highsmith
- F91 - Sex Behavior Of The American Housewife par WD Sprague
- F95 - Gay Interlude par Carol Clanton
- F96 - Jews Without Money par Michael Gold
- F97 - Desire Under The Sun par George McGhee
- F101 - Morals Charge par Paul Hunter
- F102 - And When She Was Bad par Loren Beauchamp (Robert Silverberg)
- F103 - 69 Barrow Street par Sheldon Lord (Lawrence Block)
- F107 - The Hunger And The Hate par Joan Ellis
- F109 - Torment par Don Holliday
- F110 - The Unloved par Peggy Swenson (Richard E. Geis)
- F111 - The Lover par Al James
- F113 - Mulatto par Joan Ellis
- F119 - That Other Hunger par Sloane Britain
- F121 - Of Shame And Joy par Sheldon Lord (Lawrence Block)
- F134 - The Outcasts par March Hastings
- F139 - In The Shadows par Joan Ellis
- F140 - August Heat par Roger Allen
- F141 - Love Like A Shadow par Kimberly Kemp
- F142 - Woman Doctor par Sloane Britain
- F145 - Strange Delights par Loren Beauchamp (Robert Silverberg)
- F146 - Sinners In White par Mike Avallone
- F154 - The Lesbian In Our Society par WD Sprague
- F156 - The Flesh Is Willing par Dorcas Knight
- F162 - Perfume And Pain par Kemberly Kemp
- F164 - Ripe par Rick Richards
- F169 - Gay Scene par Joan Ellis
- F170 - The Passer par Sam Merwin Jr
- F172 - Tender Torment par Randy Salem
- F174 - Seduction By Appointment par Rick Richards
- F177 - Ladder Of Flesh par Sloane Britain
- F178 - A Man In Her House par William Johnston
- F180 - Prisoner Of My Past par Edie Fisher
- F183 - A Twilight Affair par James Harvey
- F185 - Passionately Yours, Eve par Paul Gregory
- F187 - Abnormal par Rick Richards
- F188 - Twice With Julie par Jason Hytes
- F189 - Sex Kitten par Mike Avallone
- F190 - The Craving par Dallas Mayo
- F191 - Unnatural par Sloan Britton
- F192 - The Sex Game par Mike Skinner
- F193 - Lady Wrestler par James Harvey
- F194 - Daughter Of Shame par Joan Ellis
- F195 - One Way Ticket par Jason Hytes
- F196 - The Soft Sin par Randy Salem
- F197 - Come One-Come All par Jason Hytes
- F199 - Thorn Of Evil par Max Collier
- F201 - Savage Surrender par March Hastings
- F202 - The Platinum Trap par Mike Avallone
- F203 - Birth Of A Tramp par Amy Harris
- F204 - Web Of Flesh par Mal Chance
- F205 - Never Love A Call Girl par Mike Avallone
- F206 - Campus Sex Club par Loren Beauchamp (Robert Silverberg)
- F207 - Over-Exposed par Jason Hytes
- F208 - By Flesh Alone par March Hastings
- F209 - Carrie Corrupted par Rock Logano
- F211 - Island Of Sin par Dallas Mayo
- F212 - Touch Me Gently par Amy Harris
- F213 - Sleep-In Maid par Linda Michaels
- F214 - Lap Of Luxury par Kimberly Kemp
- F215 - Counter Girl par Amy Harris
- F216 - Wait Your Turn par Jason Hytes
- F217 - Appointment For Sin par Paul V. Russo
- F218 - Gay Girl par Joan Ellis
- F219 - The Sex Between par Randy Salem
- F220 - Flight Into Sin par Mike Skinner
- F221 - Yesterday's Virgin par Jason Hytes
- F222 - Degraded Women par James Harvey
- F223 - Pleasure Lodge par Peggy Swenson (Richard E. Geis)
- F224 - Whip Of Desire par March Hastings
- F225 - Unnatural Urge par Joe (Hitt Black)
- F226 - Wayward Widow par Loren Beauchamp (Robert Silverberg)
- F227 - Resort Secretary par Arnold English
- F228 - The Girl Downstairs par Rock Anthony
- F229 - This Is Elaine par Jason Hytes
- F230 - Take Me par John B. Thompson
- F232 - The Payoff par Max Collier
- F233 - Immoral Lady par Russell Gage
- F234 - Forbidden Sex par Joan Ellis
- F235 - The Passionate Virgin par Mike Skinner
- F236 - Wild Honey par Don Karl
- F237 - Never Enough par Jason Hytes
- F239 - Sudden Hunger par Paul Dodge
- F240 - The Soft Way par March Hastings
- F241 - The Pleasure And The Pain par Ort Louis
- F242 - Don't Bet On Blondes par Walter Dyer
- F243 - Illicit Interlude par Kimberly Kemp
- F244 - By Her Body Betrayed par Rock Anthony
- F245 - The Sex Plan par Philip Elder
- F246 - Swing Low Sweet Sinner par Jason Hytes
- F247 - Sea Nymph par Peggy Swensen (Richard E. Geis)
- F248 - Horizontal Secretary par Amy Harris
- F249 - None But The Wicked par DW Craig
- F250 - A Rage Within par March Hastings
- F251 - Pagan par Paul V. Russo
- F252 - Strange Breed par Aldo Lucchesi
- F255 - Again And Again par March Hastings
- F256 - A Bit Of Fluff par Kimberly Kemp
- F257 - Once Too Often par Joan Ellis
- F259 - The Cruel Touch par Alan Marshall
- F260 - The Path Between par Jay Warren
- F262 - Girl In The Middle par John Burton Thompson
- F263 - The Mark Of A Man par Max Collier
- F264 - Erica par James Harvey
- F265 - All Of Me par Amy Harris
- F266 - Restless par Greg Hamilton
- F267 - Everybody Welcome par Dallas Mayo
- F268 - The Unashamed par March Hastings
- F269 - The Teaser par Jason Hytes
- F271 - Her Private Hell par March Hastings
- F273 - Any Man Will Do par Greg Hamilton
- F274 - Pajama Party par Peggy Swenson (Richard E. Geis)
- F275 - Irma La Douce par Wilder Billy & IAL Diamond
- F276 - Sin On Wheels par Loren Beauchamp (Robert Silverberg)
- F278 - Fringe Benefits par Rock Anthony
- F279 - Hold Me Tight par Joan Ellis
- F281 - Say When par Max Collier
- F282 - Party Girls par Paul V. Russo
- F283 - Honeysuckle par Randy Salem
- F284 - Meet Marilyn par Sloane Britain
- F285 - Whatever She Wanted par Jess Draper
- F287 - Soft In The Shadows par John Turner
- F288 - Night After Night par Will Saxon
- F290 - The Intruder par Judd Powell
- F292 - Nurse Carolyn par Loren Beauchamp (Robert Silverberg)
- F293 - Too Young To Marry par Joan Ellis
- F294 - Above And Beyond par Richard Mullins
- F295 - The Spy par Paul Thomas
- F296 - The Heat Of Day par March Hastings
- F297 - The Captive par John Turner
- F299 - Nothing To Lose par Kimberly Kemp
- F301 - Devils Workshop par Stuart James
- F302 - A Time Of Torment par Jason Hytes
- F303 - Sure Thing par Max Collier
- F304 - Shameless par John B. Thompson
- F305 - The Come On par Vin Fields
- F306 - Man Handled par EL Scobie
- F307 - No Way Back par Russell Trainer
- F308 - Carole Came Back par John Turner
- F309 - With Eyes Wide Open par Rock Anthony
- F310 - The Delicate Vice par Sloan Britton
- F311 - Unlike Others par Valerie Taylor
- F313 - Man Trap par Brad Curtis
- F314 - Monica par Greg Hamilton
- F316 - The French Way par John Lamoureux
- F317 - Not Since Eve par Richard Donalds
- F318 - Stronger Than Love par Jess Draper
- F319 - Diane par Max Collier
- F320 - Insatiable par Sloane Britain
- F323 - Just The Two Of Us par Barbara Brooks (William Coons)
- F325 - The Sinners par John Turner
- F327 - Spring Fever par Ludwell Hughes
- F328 - Image Of Evil par Paul V. Russo
- F330 - Two Must Die par Henry Kane
- F331 - Different par Kimberly Kemp
- F333 - Teacher's Pet par Mark Clements
- F337 - Have Heels, Will Travel par Andrew Wynne
- F340 - Nikki par Don Rico
- F342 - The Baby par Sitter
- F343 - Girl's Dormitory par Joan Ellis
- F345 - Marriage On The Rocks par John Nemec
- F346 - A World Without Men par Valerie Taylor
- F348 - The Pagan Empress par Kevin Matthews (Gardner F. Fox)
- F352 - A World All Their Own par Kimberly Kemp
- F356 - For Services Rendered par Brad Curtis
- F359 - Duet par Laura Du Champ
- F361 - Love Starved par Russell Trainer
- F364 - Early To Bed par Mark Clements
- F367 - His For The Taking par Jess Draper
- F368 - One Last Fling par Jason Hytes
- F370 - Cry Into The Wind par Eugenie Gaffney
- F371 - Pretty Puppet par Dallas Mayo
- F372 - That Kind Of Wife par Greg Hamilton
- F374 - Impatient par David Lawrence
- F375 - The Street Walker par Jason Hytes
- F376 - Only In Secret par DW Craig
- F377 - The Teenage Trap par RC Gold
- F378 - His Daughter's Friend par Russell Trainer
- F379 - Corrupt Woman par Paul V. Russo
- F380 - Love Toy par Frank G. Harris
- F381 - The House Guest par Kimberly Kemp
- F383 - A Lesson In Love par Marjorie Price
- F386 - The Third Street par Joan Ellis
- F387 - Home Before Six par Alix York
- F389 - Dance Of Desire par Paul V. Russo
- F390 - Remember Me? par Eugenie Gaffney
- F392 - Chains Of Silk par John Balmer
- F393 - The Adulteress par James Harvey
- M12513 - The Bedmobile par Honey Potimkin
- M12562 - How They Do It in China par Mei-en Lu
- M12571 - Balls par Samantha Rider
- M17523 - Seed par John Cleve
- M19545 - Pussy Island par John Cleve
- M19579 - Depraved Angel par Rosemary Santini
- M19588 - Farm Stud par Jackson Marsh
- NN1 - There Oughta Be A Law par Al Fagaly & Harry Shorten
- NN5 - I Take What I Want par Hal Ellson
- NN6 - Call Me Mistress par Tomlin Rede
- S277 - Perfumed/Pampered par Jason Hytes & Kimberly Kemp
- S300 - Shadow Dance/After Hours par Barbara Brooks (William Coons) & Robbie McAndrews
- S321 - Harlot In Heels/Lady Love par Greg Hamilton & Jason Hytes
- S338 - Immoral / Forbidden par Jason Hytes / Kimberly Kemp
- S338 - Immoral/Forbidden par Jason Hytes & Kimberly Kemp
- S349 - High School Hellion/Campus Cat Pack par Joan Ellis & Barbara Brooks
- X312 - Tear Gas And Hungry Dogs par William Sloan
- X347 - Friends And Lovers par Oscar Pinkus
- Y123 - Numbers Girl par Linda Michaels
- Y128 - Intimate par Martha Marsden
- Y135 - The Little Black Book par Mike Avallone
- Y138 - Stag Model par James Harvey
- Y144 - I Know The Score par Ort Louis
- Y153 - Skin Deep par Walter Dyer
- Y155 - Rita par Jason Hytes
- Y158 - Scandal par Dallas Mayo
- Y159 - 21 Gay Street par Sheldon Lord (Lawrence Block)
- Y160 - The Blonde par Peggy Swenson (Richard E. Geis)
- Y168 - Flight Hostess Rogers par Mike Avallone
- Y173 - Sex With A Twist par Joan Ellis
- Y175 - Forever Amy par Amy Harris
- Y176 - The Doctor And The Dyke par Jason Hytes
- Y179 - Chico's Women par March Hastings
- Y184 - All The Way par Mike Avallone
- Y186 - TV Tramps par Walter Dyer

## Couverture de livre

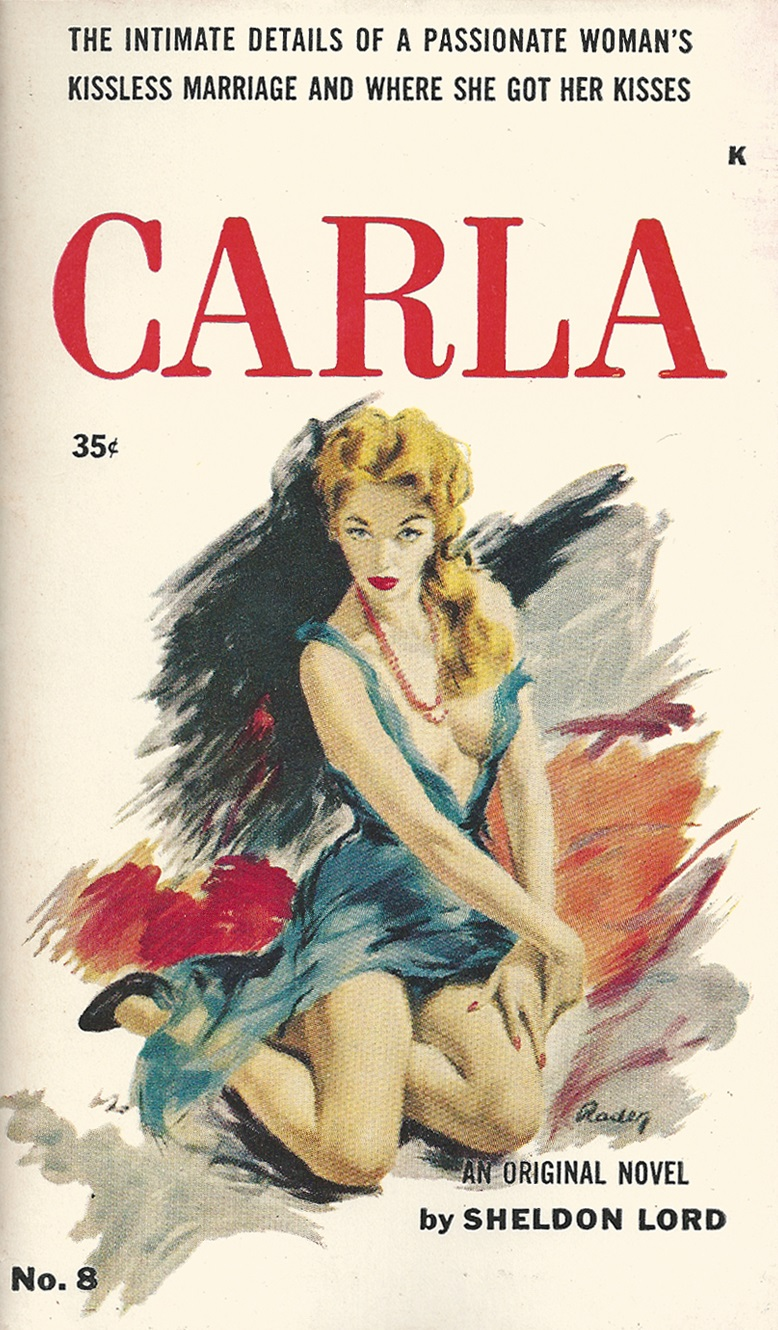
Carla, 1958
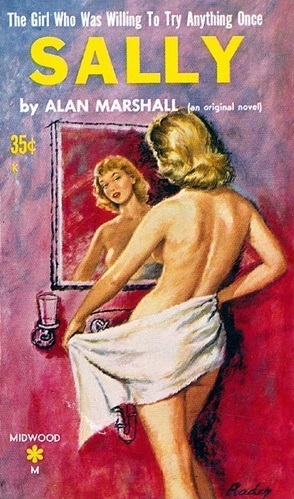
Sally, 1959
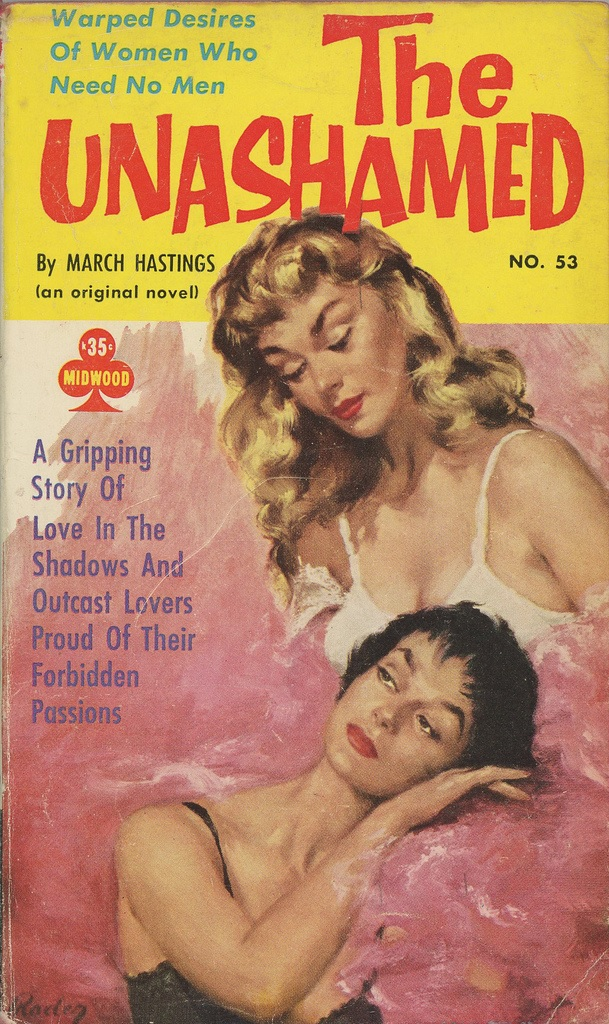
The Unashamed, 1960
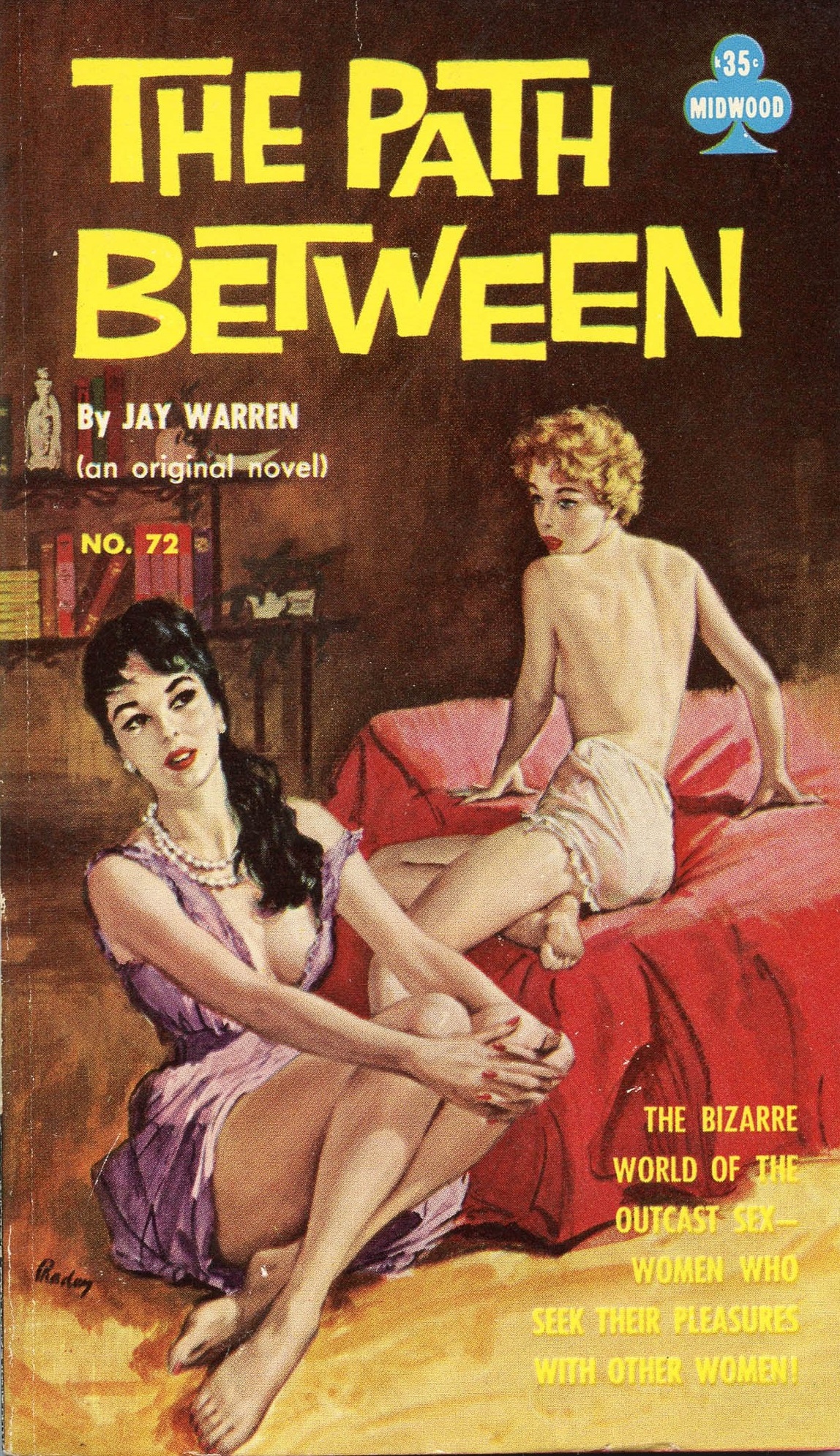
The Path Between, 1961
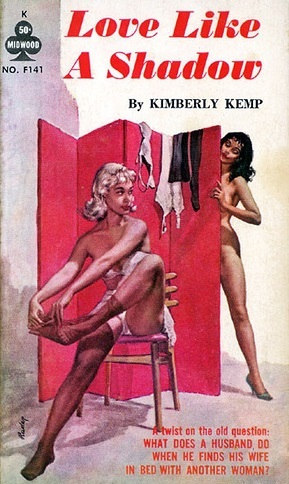
Love Like a Shadow, 1962
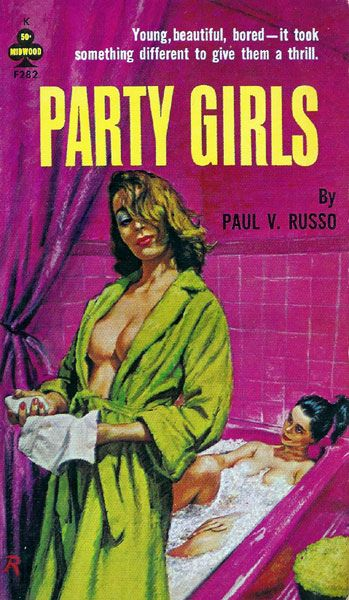
Party Girls, 1963

## Sources
- (en) Midwood sur booksareeverything.com
- (en) Midwood sur lynn-munroe-books.com